# Sikorsky S-39
El Sikorsky S-39 fue un avión anfibio ligero estadounidense producido por Sikorsky Aircraft durante los primeros años 30. El S-39 era una versión más pequeña y monomotor del S-38.

## Historia operacional

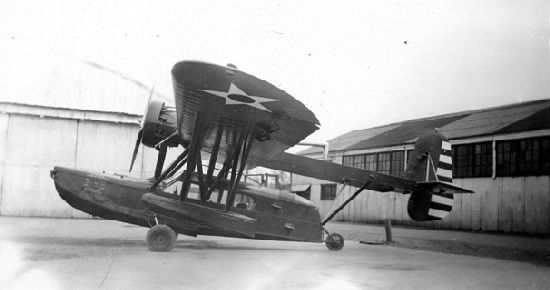
El C-28 del USAAC.

### Spirit of Africa
Los cineastas Martin y Osa Johnson usaron un S-39 pintado como una jirafa, el Spirit of Africa, en compañía del S-38 con rayado de cebra Osa’s Ark, para explorar África extensivamente, realizando películas y libros de safaris.

### Uso militar
Un ejemplar de S-39-B fue adquirido por el Cuerpo Aéreo del Ejército de los Estados Unidos en 1932, designándose Y1C-28. Fue evaluado para ser usado en tareas de patrulla costera y transporte ligero; en 1934 fue designado C-28 y asignado como avión de enlace a la Academia Militar de los Estados Unidos.

## Variantes
S-39-A
 Versión de cuatro asientos, 13 construidos.
S-39-B
 Versión mejorada de cinco asientos del S-39-A, nueve construidos.
S-39-C
 Conversiones desde S-39-B con motor Pratt & Whitney Wasp S1 de 400 hp, dos convertidos.
S-39-CS Special
Conversión desde S-39-B con motor Pratt & Whitney Wasp S2 de 375 hp, uno convertido.
Y1C-28, C-28
Un ejemplar de S-39-B adquirido por el Cuerpo Aéreo del Ejército de los Estados Unidos (matrícula 32-411).

## Operadores
Estados Unidos
- Cuerpo Aéreo del Ejército de los Estados Unidos

## Supervivientes

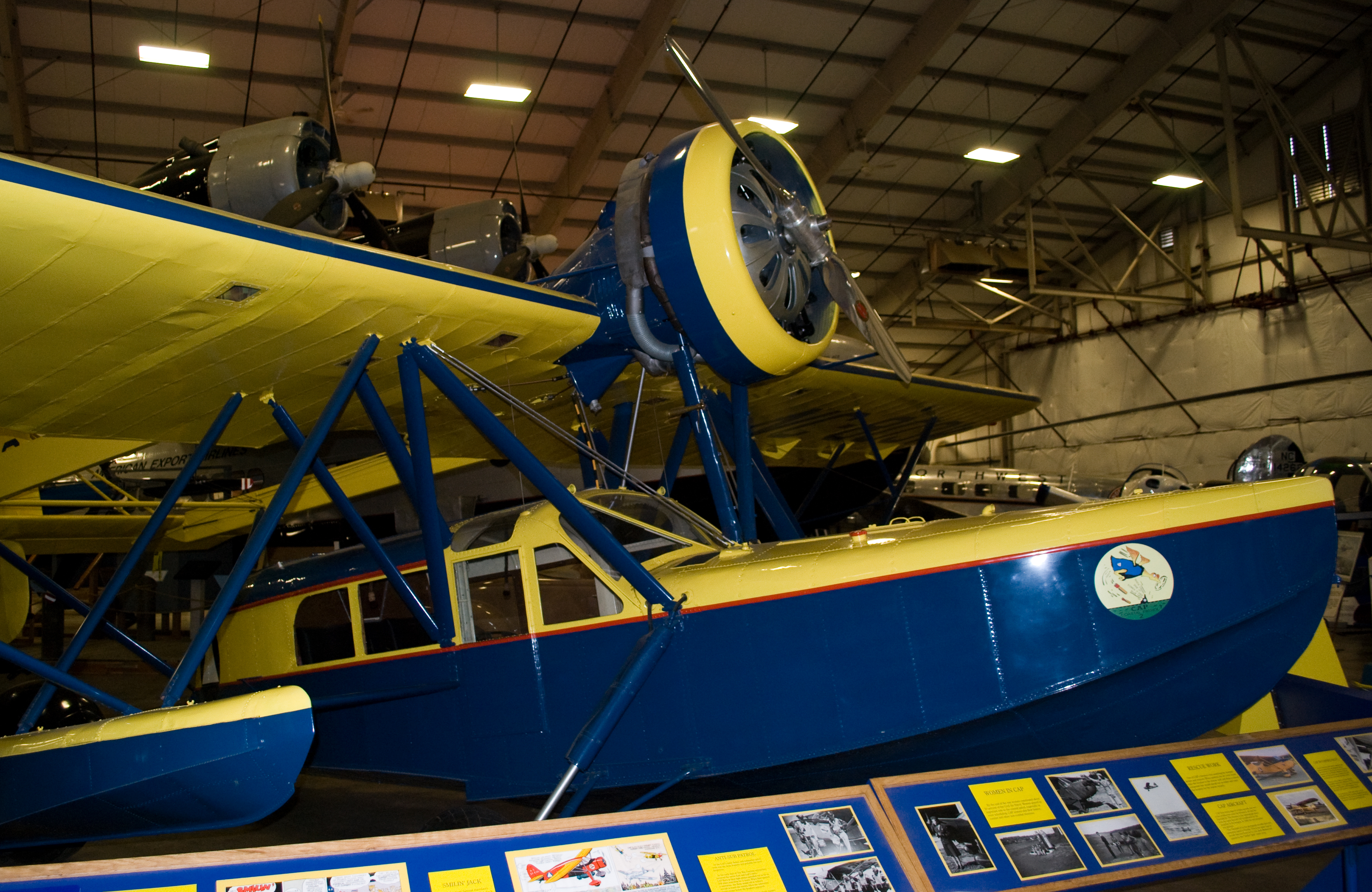
Sikorsky S-39-B.

- 904: S-39-B en exhibición estática en el New England Air Museum en Windsor Locks, Connecticut.[1]
- Compuesto: S-39-C en estado de vuelo con el Fantasy of Flight en Polk City (Florida)..[6][7] Fue recuperado en Alaska en 1965 e incorpora partes de cinco S-39. Fue restaurado por Dick Jackson y voló por primera vez en 2003.[5][8]
- 920: S-39-C en restauración por Frederick W. Patterson III de American Canyon, California. Este es el último S-39 producido y perteneció originalmente a la Shell Eastern, el nombre original de la Shell Oil Company.[9]

## Especificaciones (S-39-B)

### Características generales
- Tripulación: Dos
- Capacidad: Tres pasajeros
- Carga: 599 kg
- Longitud: 9,7 m (31,9 ft)
- Envergadura: 15,9 m (52 ft)
- Superficie alar: 32,5 m² (350,1 ft²)
- Peso vacío: 1215 kg (2677,9 lb)
- Peso cargado: 1814 kg (3998,1 lb)
- Planta motriz: 1× motor radial de nueve cilindros en una fila refrigerado por aire Pratt & Whitney Wasp Junior A.
  - Potencia: 224 kW (309 HP; 305 CV)

### Rendimiento
- Velocidad máxima operativa (Vno): 191 km/h (119 MPH; 103 kt)
- Velocidad crucero (Vc): 177 km/h (110 MPH; 96 kt)
- Alcance: 644 km (348 nmi; 400 mi)
- Techo de vuelo: 5486 m (17 999 ft)
- Régimen de ascenso: 3,81

## Aeronaves relacionadas

### Desarrollos relacionados
- Sikorsky S-38

### Secuencias de designación
- Secuencia S-_ (interna de Sikorsky): ← S-36 - S-37 - S-38 - S-39 - S-40 - S-41 - S-42 →
- Secuencia C-_ (Aviones de Carga del USAAC/USAAF/USAF, 1924-1962): ← C-26 - C-27 - C-28 - C-29 - C-30 - C-31 →